# Tortella simplex
Tortella simplex är en bladmossart som beskrevs av H. Robinson in H. Robinson, Holm-nielsen och Lojtnant 1977. Tortella simplex ingår i släktet kalkmossor, och familjen Pottiaceae. Inga underarter finns listade i Catalogue of Life.